# Sur la piste des Mohawks
 (septembre 2022).
Si vous disposez d'ouvrages ou d'articles de référence ou si vous connaissez des sites web de qualité traitant du thème abordé ici, merci de compléter l'article en donnant les références utiles à sa vérifiabilité et en les liant à la section « Notes et références ».
Cet article concerne le film. Pour le roman, voir Sur la piste des Mohawks (roman).
Pour plus de détails, voir Fiche technique et Distribution.
Sur la piste des Mohawks (Drums Along the Mohawk) est un film américain en Technicolor réalisé par John Ford, sorti en 1939.

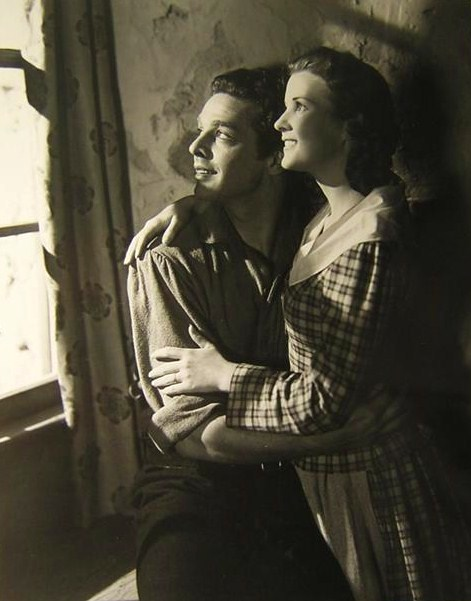
Robert Lowery et Dorris Bowdon

## Synopsis
Amérique du nord, 1776. Lana Martin suit son mari Gilbert 'Gil' Martin pour vivre avec lui dans la vallée de la rivière Mohawk, située dans la Province de New York. Les Britanniques royalistes (les Tories), représentés par Caldwell, utilisent les Indiens Cherokee pour mettre la vallée à feu et à sang et chasser les colons américains. La ferme de Lana et Gilbert est la première à être brûlée.

## Fiche technique
- Titre français : Sur la piste des Mohawks
- Titre original : Drums Along the Mohawk
- Réalisation : John Ford
- Scénario : Lamar Trotti, Sonya Levien et William Faulkner
  - d'après un roman de Walter D. Edmonds, Sur la piste des Mohawks (1936)
- Musique : Alfred Newman
- Direction artistique : Richard Day et Mark-Lee Kirk
- Décorateur de plateau : Thomas Little
- Création des costumes : Gwen Wakeling
- Photographie : Bert Glennon et Ray Rennahan conseiller couleurs Nathalie Kalmus
- Montage : Robert L. Simpson
- Production : Darryl F. Zanuck et Raymond Griffith
- Société de production : Twentieth Century Fox
- Pays de production :  États-Unis
- Langue originale : anglais américain
- Format : couleur (Technicolor trichrome) — 35 mm — 1,37:1 — son : mono (Western Electric Mirrophonic Recording)
- Genre : Western, film historique
- Durée : 104 minutes
- Dates de sortie : 
  - États-Unis : 3 novembre 1939 (première à New York)
  - États-Unis : 10 novembre 1939 (sortie nationale)
  - France : 30 novembre 1944
- Affiche : Boris Grinsson (France)

## Distribution
- Claudette Colbert (VF : Raymonde Allain) : Magdelana « Lana » Borst Martin
- Henry Fonda (VF : Raymond Loyer) : Gilbert « Gil » Martin
- Edna May Oliver (VF : Germaine Kerjean) : Mme McKlennar
- Eddie Collins (VF : Henri Ebstein) : Christian Reall
- John Carradine (VF : Maurice Lagrenée) : Caldwell
- Dorris Bowdon : Mary Reall
- Jessie Ralph (VF : Odette Barencey) : Mme Weaver
- Arthur Shields (VF : Alfred Pasquali) : révérend Rosenkrantz
- Robert Lowery (VF : Georges Chamarat) : John Weaver
- Roger Imhof (VF : Antoine Balpêtré) : général Nicholas Herkimer
- Francis Ford : Joe Boleo
- Ward Bond (VF : Pierre Leproux) : Adam Hartman
- Kay Linaker : Mme Demooth
- Russell Simpson (VF : Henry Valbel) : Dr Petry
- Spencer Charters (VF : Paul Forget) : l'aubergiste
- Si Jenks (VF : Fernand Rauzena) : Jacob Small
- J. Ronald Pennick : Amos Hartman
- Arthur Aylesworth : George Weaver
- Chief John Big Tree (VF : Albert Montigny) : Blue Back
- Charles Tannen : Dr Robert Johnson
- Paul McVey : capitaine Mark Demooth
- Tiny Jones : Mme Reall
- Beulah Hall Jones : Daisy
- Edwin Maxwell : le révérend Daniel Gros
- Robert Greig : M. Borst
- Clara Blandick : Mme Borst

Acteurs non crédités
- Noble Johnson : un indien
- Lionel Pape : un général
- Tom Tyler (VF : Henri Ebstein) : capitaine Morgan
- Clarence Wilson : le caissier

## Thème
Le film traite de la naissance d'une nation : les États-Unis d'Amérique. À la fin du film, le drapeau américain est présenté aux pionniers. En trois plans, le réalisateur John Ford expose sa vision de l'Amérique, peuple multi-ethnique, uni, malgré sa diversité, derrière la même bannière étoilée et la même espérance. Le premier plan montre une femme noire ; le second plan, un forgeron américain, et le troisième, un indien, tous profondément émus lorsque l'on hisse le drapeau au sommet du fort. Cette fin prend toute sa dimension à la veille de la Seconde Guerre mondiale quand est tourné le film.

## Production
Au cours de l'année 1939, John Ford signe trois films qui marquent profondément l'histoire du cinéma : La Chevauchée fantastique, Vers sa destinée et Les Raisins de la colère. Comparé à ces monuments du cinéma, Sur la piste des Mohawks est souvent considéré, à tort, comme mineur dans l'œuvre de Ford.
C'est aussi le premier film en couleur du réalisateur. L'utilisation de la couleur permet à John Ford de réaliser l'un de ses rêves : filmer le feu. Le feu est partout présent dans le film : feu de cheminée, feu des torches, fermes et champs en feu, feu des flèches, bûchers, explosion, et feu du crépuscule et de l'aurore.
L'ouverture du film témoigne d'une grande maîtrise dramatique. Le film commence là où se termine habituellement une histoire : par un mariage. En quelques plans, le temps du trajet vers la vallée de Mohawak, on passe de la joie et de l'insouciance à la terreur. Au cours du voyage, de la ville coquette d'Albany à une vallée sauvage, Lana est d'abord perturbée par des mouches, puis les époux sont plongés dans un orage et dans l'obscurité. À peine arrivée dans la maison (une cabane sommaire), Lana, laissée seule par Gilbert parti couper du bois, est surprise et terrorisée par l'indien, Blue Back. Elle devient hystérique. Rarement un personnage féminin a été aussi malmené chez Ford  : d'une vie aisée à celle d'une pionnière puis d'une domestique, victime d'une fausse couche puis - on peut le supposer - d'un viol lors de l'attaque du fort. L'actrice Claudette Colbert est un peu âgée pour ce rôle de jeune mariée jetée dans une vie rude et une guerre civile.
Darryl F. Zanuck tenait beaucoup à la scène de la bataille entre les Indiens et l'armée des habitants de la vallée. Mais John Ford remettait sans cesse le moment de filmer la bataille. Ce n'est qu'à la fin du tournage, alors que Zanuck s'attendait à des dépassements de budget pour cette scène, que Ford lui annonça qu'elle était tournée. En fait, Ford réussit une ellipse d'une grande efficacité : il filme la colonne des fermiers et soldats partant pour la guerre, puis l'attente insupportable des femmes, enfin le retour de la colonne des survivants blessés, épuisés, meurtris. Dans un délire fiévreux, le regard fixe, Henri Fonda raconte la bataille à Lana.

## Tournage et distribution
- Tournage en Utah, dans les Wabash Mountains et à Cedar City, du 28 juin à fin août 1939.
- Henry King avait été pressenti pour réaliser le film.

- William Faulkner a discrètement collaboré au scénario de Lamar Trotti.[réf. nécessaire]

- Le traitement des seconds rôles est, comme toujours chez Ford, particulièrement soigné et attentif. Autour des jeunes époux gravitent une multitude de personnages pittoresques qui permettent à Ford d'ajouter au film de nombreuses touches réalistes.

- Caldwell (John Carradine) est le plus souvent filmé au second plan. Cela renforce son rôle d'inquiétant comploteur du Royaume-Uni.

- La scène de l'apparition de Blue Back montre l'influence du cinéma expressionniste allemand. En effet, le visage de Lana est brusquement plongé dans l'ombre de Blue Back, et saisi de terreur.

- L'un des ancêtres de l'acteur Henri Fonda, Douw Fonda, a été l'un des premiers colons de Mohawak Valley.

- Inhabituel aussi : un héros, Gil, qui sauve ses compagnons en courant plus vite que les Indiens qui le pourchassent ; ici pas de chevauchée héroïque au triple galop.

## Récompenses
- Oscars du cinéma
  - nommé pour la meilleure actrice dans un second rôle (Edna May Oliver)
  - nommé pour la meilleure couleur (Ray Rennahan et Bert Glennon)